# Cantón de Falaise-Norte
El cantón de Falaise-Norte era una división administrativa francesa, que estaba situada en el departamento de Calvados y la región de Baja Normandía.

## Composición
El cantón estaba formado por veintiséis comunas, más una fracción de la comuna que le daba su nombre:
- Aubigny
- Bonnœil
- Bons-Tassilly
- Cordey
- Falaise (fracción)
- Fourneaux-le-Val
- Le Détroit
- Leffard
- Le Mesnil-Villement
- Les Isles-Bardel
- Les Loges-Saulces
- Martigny-sur-l'Ante
- Noron-l'Abbaye
- Pierrefitte-en-Cinglais
- Pierrepont
- Potigny
- Rapilly
- Saint-Germain-Langot
- Saint-Martin-de-Mieux
- Saint-Pierre-Canivet
- Saint-Pierre-du-Bû
- Soulangy
- Soumont-Saint-Quentin
- Tréprel
- Ussy
- Villers-Canivet
- Pont-d'Ouilly

## Supresión del cantón de Falaise-Norte
En aplicación del Decreto n.º 2014-160 de 17 de febrero de 2014, el cantón de Falaise-Norte fue suprimido el 22 de marzo de 2015 y sus 27 comunas pasaron a formar parte del nuevo cantón de Falaise.